# Хаджи Мурад джамия
Хаджи Мурад джамия, известна като Горната джамия (на македонска литературна норма: Хаџи Мурат џамија, Горна џамија на турски: Hadji Murad Camii), е мюсюлмански храм от XVII век в град Ресен, Северна Македония.
Храмът е разположен в северната част на града. Построен е в 1612 година, като първоначално е бил едноетажен. Обновен е и надграден в 1896 година от Ахмед Ниязи бей, който изгражда още един етаж - за молитви, а първият остава за училище. Храмът е обновен отново в 1997 - 1998 година. Според мюсюлмански предания, разказани от ресенски ходжа, Хаджи Разамадан джамия, заедно с другия мюсюлмански храм в града Хаджи Рамадан джамия, са построени от двама братя битолчани Хаджи Радаман и Хаджи Мустафа. Според християнските предания и двете джамии са построени на местата на църкви.